# Natație la Jocurile Olimpice de vară din 1896 - 1200 m liber (masculin)
Proba de natație 1.200 de metri liber masculin a fost una dintre cele patru probe de înot din programul de la Jocurile Olimpice de vară din 1896.
Ultima cursă de înot a fost cea mai lungă. Deși câștigase deja cursa de 100 de metri, Hajós a concurat din nou în cursa de 1.200 de metri, alături de alți opt înotători. A câștigat din nou, terminând cu aproape 100 de metri înaintea celorlalți. Neumann, care câștigase cursa de 500 de metri, nu a reușit să termine cursa de 1.200 de metri. Locurile lui Williams și ale celor cinci greci care nu au terminat între primii doi sunt necunoscute, la fel ca și numele complet a patru dintre greci.

## Context
Aceasta a fost singura dată când proba de 1200 de metri a fost inclusă în cadrul Jocurilor Olimpice. Jocurile din 1900 au avut o probă de 1000 de metri liber înainte ca lungimea de 1 milă/1500 de metri să devină standard în 1904.

## Formatul competiției
Această competiție de înot în stil liber a presupus o singură cursă, în care toți înotătorii au concurat în același timp. Înotătorii au fost duși cu vaporul în golf, de unde au înotat spre țărm.

## Program
| Dată                     | Dată                    | Oră   | Etapă  |
| Gregorian                | Iulian                  | Oră   | Etapă  |
| ------------------------ | ----------------------- | ----- | ------ |
| Sâmbătă, 11 aprilie 1896 | Sâmbătă, 30 martie 1896 | 11:00 | Finală |

## Finală
| Loc | Sportiv                              | Țară                       | Timp       |
| --- | ------------------------------------ | -------------------------- | ---------- |
| 1   | Alfréd Hajós                         | Ungaria                    | 18:22,2    |
| 2   | Ioannis Andreou                      | Grecia                     | 21:03,4    |
| 3–8 | Efstathios Chorafas                  | Grecia                     | Necunoscut |
| 3–8 | N. Katravas                          | Grecia                     | Necunoscut |
| 3–8 | Gardner Williams                     | Statele Unite ale Americii | Necunoscut |
| 3–8 | Alți trei sportivi, nume necunoscute | Grecia                     | Necunoscut |
| —   | Paul Neumann                         | Austria                    | NT         |